# Michel Simonet
Pour les articles homonymes, voir Simonet et Mike Shannon.
Michel Simonet, dit « le cantonnier à la rose », né le 12 février 1961 à Zurich, est un auteur suisse, qui pratique également le métier de cantonnier pour la ville de Fribourg.

## Biographie
Né le 12 février 1961 à Zurich, d'un père suisse allemand catholique, prénommé Marius et exerçant la profession d'agent en assurance, et d'une mère fribourgeoise protestante de Mont-Vully prénommée Lucienne, mère au foyer, Michel Simonet passe son enfance successivement à Morat puis, dès ses huit ans, à Fribourg,. Il obtient un diplôme commercial au Collège Saint-Michel puis étudie la théologie. Il travaille pour la voirie de Fribourg en été pour financer ses études.
Il travaille durant quatre ans en tant que comptable dans une station de radio, et devient, par conviction et choix, cantonnier pour la ville de Fribourg en 1986. Une rose orne sa charrette,. Son grand-père était également cantonnier dans le Vully.
En 2015, il publie Une rose et un balai. Petit traité de sagesse d'un balayeur de rue , une autobiographie qui décrit son quotidien et son regard sur nos façons de vivre. Après un premier tirage en 2015 de 1'500 puis un second de 2'000 exemplaires, puis tiré à 30 000 exemplaires en 2016, l'ouvrage fait partie des dix livres à dévorer pendant l’été 2018 de l’académie Goncourt. Il est transposé sur scène par le Centre dramatique fribourgeois-Théâtre des Osses.
Après avoir obtenu en 2020 le Grand Prix culturel Migros Neuchâtel-Fribourg, qui lui permet de se consacrer entièrement à l'écriture, il signe un deuxième ouvrage, Un couple et sept couffins, dans lequel il raconte le quotidien d'une famille nombreuse vivant avec un modeste salaire,. Entrecoupé de poèmes, l'ouvrage est suivi de « Lettres du littering », qui reprend les thèmes de son premier livre.
La réputation de Michel Simonet dépasse désormais largement les frontières de la Suisse,,. 
Il se marie en 1984. Il est père de sept enfants,, qu'il élève dans le quartier de Schoenberg.

## Publications
- 2015 : Une rose et un balai, Fribourg, Faim de siècle, juin 2015, 133 p. (ISBN 978-2-940422-40-1 et 2-940422-40-0) (également publié en mai 2019 chez Pocket  (ISBN 978-2266290067)
- 2021 : Un couple et sept couffins, Fribourg, Faim de siècle, novembre 2021, 214 p. (ISBN 9782940707041)